# Max Adler (Physiker)
Max Adler (* 24. Juli 1907 in Haßfurt; † 10. Juni 1981 in England) war ein deutsch-britischer Physiker.

## Leben und Tätigkeit
Adler studierte Maschineningenieurwesen an den Technischen Hochschulen in München und Berlin. Bis Ende März 1933 war er am Institut für angewandte Mechanik der Universität Göttingen als Mitarbeiter von Ludwig Prandtl und gleichzeitig beim Kaiser-Wilhelm-Institut für Strömungsforschung tätig. Im selben Jahr promovierte er an der TH München mit einer von Dieter Thoma betreuten Arbeit über Strömung in gekrümmten Röhren zum Dr.-Ing.
Aufgrund des Berufsbeamtengesetzes, das insbesondere Personen jüdischer Herkunft bis auf ganz wenige Ausnahmen von der Beschäftigung von staatlichen Einrichtungen ausschloss, konnte Adler nach bestandenem Examen keine Assistentenstelle in Göttingen antreten oder ein Stipendium der Notgemeinschaft der Deutschen Wissenschaft erlangen. Stattdessen emigrierte er nach Großbritannien, wo er eine Anstellung in einem Forschungslabor der Firma General Electric in North Wembley, Middlesex, fand.
Ab 1939 war er als Enemy Alien interniert.
Über den weiteren Lebensweg von Adler, der als Experte für Hydrodynamik, Aerodynamik und Thermodynamik galt, ist nach Rürup nichts bekannt. Allerdings wurde er von den nationalsozialistischen Polizeiorganen als Staatsfeind eingestuft und im Frühjahr 1940 vom Reichssicherheitshauptamt auf die Sonderfahndungsliste G.B. gesetzt, ein Verzeichnis von Personen, die im Falle einer erfolgreichen deutschen Invasion Großbritanniens durch die Sonderkommandos der SS-Einsatzgruppen mit besonderer Priorität ausfindig gemacht und verhaftet werden sollten.

## Schriften
- Strömung in gekrümmten Rohren, 1934.